# 高士贤
高士贤（1933年2月—2018年），男，汉族，吉林农安人，中国中医药学家，中国动物药研究先驱，曾任长春中医学院教授。